# Kyryło Sydorenko
Kyryło Wołodymyrowycz Sydorenko, ukr. Кирило Володимирович Сидоренко (ur. 25 lipca 1985 w Dniepropetrowsku) – ukraiński piłkarz, grający na pozycji obrońcy.

## Kariera piłkarska

### Kariera klubowa
Wychowanek szkół piłkarskich Dnipro-75 Dniepropetrowsk oraz Dnipro Dniepropetrowsk, barwy których bronił w juniorskich mistrzostwach Ukrainy (DJuFL). Karierę piłkarską rozpoczął 20 kwietnia 2002 w składzie Dnipro-3 Dniepropetrowsk, 18 maja 2003 debiutował w drugiej drużynie Dnipra. Występował również w drużynie rezerw Dnipra. W lipcu 2005 przeszedł do FC Tiraspol. Latem 2009 został wypożyczony do Dynama Mińsk. Na początku 2010 powrócił do Ukrainy, gdzie został piłkarzem FK Ołeksandrija. Latem 2012 przeniósł się do Obołoni Kijów. W lutym 2013 zasilił skład Arsenału Kijów. W czerwcu 2013 powrócił do PFK Oleksandria. Latem 2014 ponownie wrócił do FC Tiraspol, a 10 lipca 2015 został piłkarzem Illicziwca Mariupol. W 2017 bronił barw Heliosu Charków. Na początku 2018 przeniósł się do Desny Czernihów. W lipcu 2018 opuścił czernihowski klub.

## Sukcesy

### Sukcesy klubowe
- brązowy medalista Mistrzostw Mołdawii: 2005/06
- mistrz Pierwszej Ligi: 2011